# Günther Heidemann
Günther Heidemann (Berlino, 21 ottobre 1932 – 15 marzo 2010) è stato un pugile tedesco.

## Palmarès

### Olimpiadi
- Bronzo a Helsinki 1952 nei pesi welter.